# Weißstreifen-Fundulus

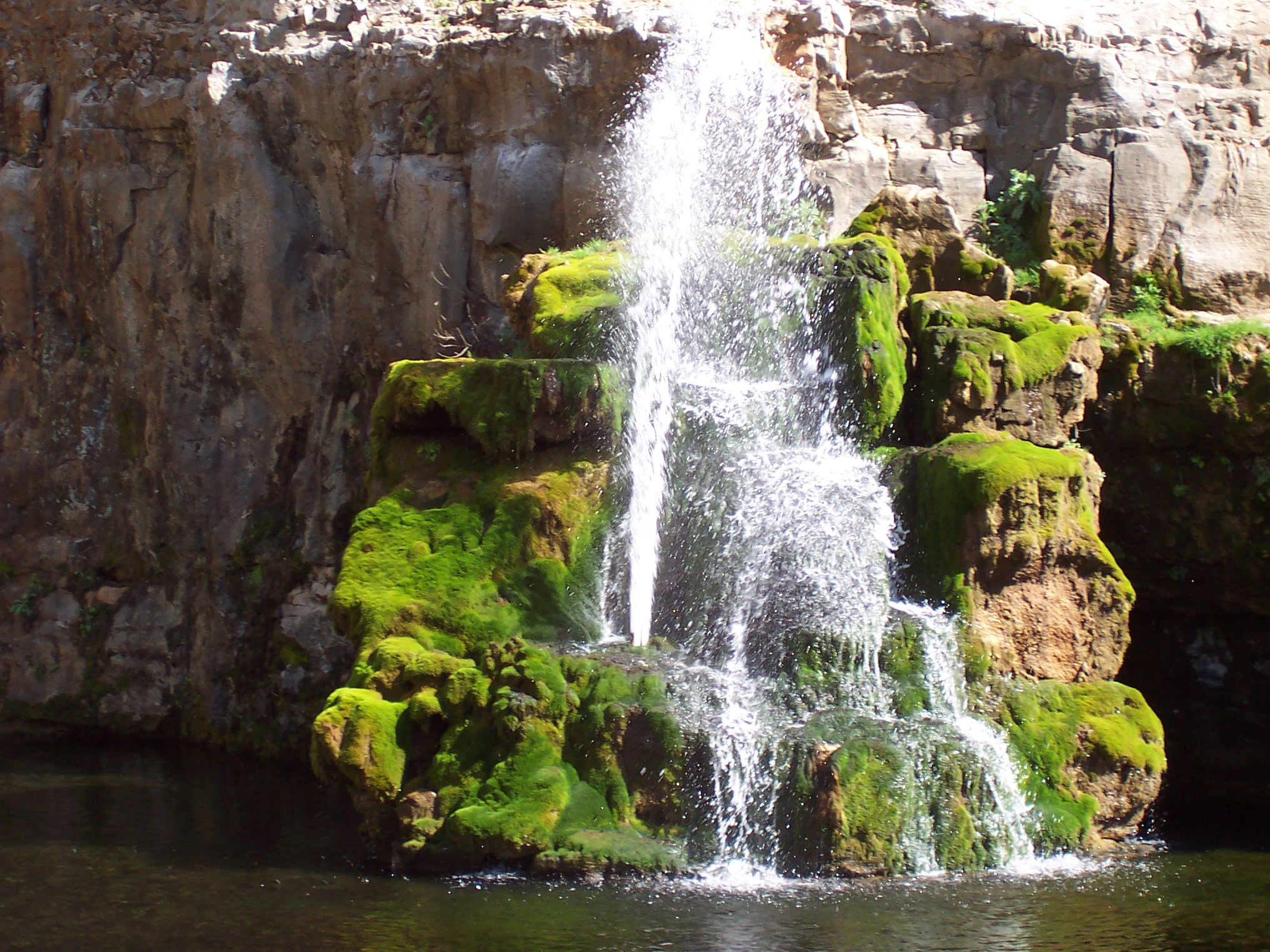
Big Spring – ehemaliger Lebensraum des Weißstreifen-Fundulus

Der Weißstreifen-Fundulus (Fundulus albolineatus) ist ein ausgestorbener Süßwasserfisch aus der Familie Fundulidae. Er war endemisch in der Region von Huntsville (Alabama).

## Beschreibung
Der Status des Weißstreifen-Fundulus ist umstritten. Es existieren nur 25 schlecht konservierte Museumsexemplare. Während manche Wissenschaftler glauben, dass es sich bei diesen Exemplaren um die heute noch existierende Art Fundulus julisia handeln könnte, wurde er 1982 als unterschiedlich von Fundulus julisia beschrieben. Er erreichte eine Länge von acht bis neun Zentimeter. Die Geschlechter wiesen einen mäßigen Sexualdimorphismus auf.

## Aussterben
Der Weißstreifen-Fundulus wurde zuletzt 1889 nachgewiesen. Soweit heute bekannt ist, kam diese Art nur im Indian Creek, einem Fluss zwischen Big Spring (einer Karstquelle im Madison County) und dem Tennessee River, vor. Sein Aussterben ist auf die Zerstörung seines Lebensraumes zurückzuführen. Der Indian Creek wurde kanalisiert und Big Spring diente bis 1957 zur Hauptwasserversorgung der Stadt Huntsville. Heute ist sie Teil des Big Spring International Park, einem Freizeitpark in der Innenstadt von Huntsville.